# Cottontail on the Trail
Cottontail on the Trail (biệt danh "Minnehaha Bunny") là một tác phẩm điêu khắc bằng đồng điếu ở Minneapolis, Minnesota, mô tả một con thỏ đuôi bông có hình dáng kỳ lạ. Tác phẩm do Jeff Barber đến từ Cannon Falls thiết kế và đặt tại Đại lộ Minnehaha vào năm 2002. Cottontail on the Trail (thỏ đuôi bông trên đường mòn) được cư dân của khu vực xung quanh đón nhận. Họ thường trang trí nó theo mùa hoặc để đáp ứng với các sự kiện.

## Lịch sử
Vào cuối những năm 1990, thành phố Minneapolis đã tìm kiếm một biểu tượng công cộng cho "dự án cổng chào nghệ thuật" để lắp đặt trên toàn thành phố thông qua chương trình "Nghệ thuật tại các địa điểm công cộng". Scott Benson, Ủy viên hội đồng thành phố, lúc đó là chủ tịch của Hiệp hội Cộng đồng Hale, Page và Diamond Lake, nhớ lại rằng các thành viên của cộng đồng khi đó đang tìm kiếm một nghệ thuật "đại diện cho vẻ đẹp của khu phố [và] ghi nhận sự đánh giá cao của chúng ta đối với thiên nhiên."  Benson cũng tuyên bố rằng mọi người mong muốn một biểu tượng nghệ thuật nào đó bất bình thường.
Nhiều lời chào mời được gửi đến nhiều nghệ sĩ. Tuy nhiên, một vài tác phẩm đã không đủ tiêu chuẩn, tiêu biểu có tác phẩm mô tả người Mỹ bản địa và một phòng khách ngoài trời. Nhà điêu khắc đến từ Cannon Falls, Jeff Barber đã giành chiến thắng trong quá trình tuyển chọn với đề xuất của ông cho Cottontail on the Trail. Thành phố sau đó đã trả ông 50.000 đô la, gồm tiền công và tiền quyên góp. Barber bắt đầu tiến hành việc điêu khắc trong hai năm trước khi nó được lắp đặt bằng cần cẩu vào tháng 9 năm 2002. Tác phẩm được đem ra trưng bày vào ngày 23 tháng 11 năm đó.

## Thiết kế
Cottontail on the Trail là một tác phẩm điêu khắc bằng đồng mô tả một con thỏ đuôi bông có hình dáng kỳ lạ. Nó cao 9 foot (2,7 m), cao 6 foot (1,8 m) và nặng 1.500 pound (680 kg). Được bao quanh bởi lớp phủ cây trồng màu đỏ, Cottontail on the Trail nằm dọc theo Minnehaha Parkway gần ngã tư Portland Avenue South.
Đây là một tác phẩm không phải là điển hình theo phong cách của Barber. Ông thường có xu hướng tạo ra những bức điêu khắc trừu tượng hơn so với Cottontail on the Trail. Barber từng nói: "Nguyên tắc chung khi nói đến thị hiếu của công chúng Mỹ là họ muốn nhận ra những gì họ đang nhìn" cũng lấy cảm hứng từ tác phẩm được các thành viên cộng đồng tìm kiếm trong quá trình đưa vào sử dụng.

## Tiếp nhận
Nhà văn Andy Sturdevant đã mô tả Cottontail on the Trail "có lẽ là tác phẩm nghệ thuật nổi tiếng nhất" dọc theo Minnehaha Creek giữa Hồ Harriet và Thác Minnehaha. Báo địa phương City Pages khen ngợi tác phẩm là cột mốc tốt nhất trong khu vực đô thị Minneapolis-Saint Paul năm 2019, khẳng định tác phẩm "không hào nhoáng hay thách thức bản thân, nó chỉ là một chú thỏ lớn đáng tin cậy mang lại nụ cười cho khách vãng lai."
Một cuộc khảo sát năm 2014 của bộ phận Kế hoạch và Phát triển Kinh tế Cộng đồng thành phố Minneapolis cho thấy 53% trong số 58 người được hỏi cảm thấy rằng tác phẩm điêu khắc mang tính kết nối sâu rộng với cộng đồng nơi đây và hơn 80% số người được hỏi cho biết tác phẩm đã góp phần quảng bá khu vực xung quanh. Trong số những người được khảo sát, 40% xác định bức tượng là một yếu tố góp phần quyết định khiến họ đi qua khu vực ấy vào ngày hôm đó. Nhiều người được hỏi đã coi Cottontail on the Trail  là biểu tượng đại diện cho không gian tụ tập mang tính cộng đồng.
Tác phẩm điêu khắc này còn được cư dân đặt cho biệt danh rất kêu, đó là "chú thỏ Minnehaha". Trẻ em thường trèo lên tác phẩm này, còn những người sống gần đó thường xuyên trang trí nó tùy theo mùa hoặc các sự kiện thời sự như để lại những quả trứng trong dịp lễ Phục sinh. Mới đây nhất, tháng 3 năm 2020, bức điêu khắc Cottontail on the Trail đã được người dân che miệng bằng một khẩu trang vải cỡ lớn do ảnh hưởng của Đại dịch COVID-19 tại Hoa Kỳ.